# Manuelita (película)
Manuelita es una película animada argentina de 1999 basada en la famosa canción infantil compuesta por María Elena Walsh. Fue dirigida por Manuel García Ferré.
La película fue seleccionada por el jurado del Instituto Nacional de Cine y Artes Audiovisuales de la Argentina (INCAA) como candidata para competir en los Premios Óscar de la academia de Hollywood, en el rubro "Película extranjera". Además, fue candidata al Premio Goya a la mejor película de animación en la XVI edición de los premios.

## Trama
La trama comienza con un ave anciano llamado El Patriarca de los Pájaros, quien le cuenta a muchos otros animalitos algo que había sucedido hace muchos años: La historia de Manuelita la tortuga. La historia de Manuelita - Que ocurre en la década de 1920 - se narra desde que ella estaba en el huevo y aún no había roto el cascarón, sus padres y su abuelo se estaban preparando y preparando la casa para la llegada de Manuelita, la nueva integrante de la familia. A medida que la película va pasando, Manuelita va creciendo y comienza primer grado junto a sus dos mejores amigos, Bartolito y Dopi y, en el camino desde la escuela hacia sus casas, conocen los pillos más pillos del lugar, quienes son tres perros que los molestan cada vez que van desde la escuela a sus casas. El Patriarca sigue contando la historia y ya pasa a Manuelita cuando es adolescente. Obviamente sus amigos Bartolito y Dopi, también lo son. Bartolito se ha enamorado de Manuelita y le confiesa lo que siente por ella en una carta pero cuando se la intenta entregar, descubren que hay una feria de circo en Pehuajó, que es donde Manuelita, sus padres, su abuelo, Dopi y Bartolito viven. 
Al ver un gigante globo aerostático, Manuelita le pide permiso a su mamá para subirse pero su mamá no le dejaba y al fin, después de varios intentos, su mamá le permite subirse y Larguirucho (quien también era el portero de la escuela) corta sin querer las sogas que sostenían el globo en la tierra antes de que Bartolito pudiera subir al mismo e irse con Manuelita. Manuelita, al principio, disfruta el viaje pero cuando una pajarraco le molesta y revienta el globo, Manuelita cae en medio de lo que parece que fuera el Océano Atlántico. Allí, es recogida por un barco de chanchos piratas que al ver la caja del globo que pareciera estar sin nada adentro, la suben al barco creyendo que es un tesoro pero, al descubrir que allí no hay un tesoro sino que está Manuelita, la tiran al calabozo del barco donde, entre llanto y llanto, conoce a unos ratoncitos muy adorables que empiezan a cantar "Sonríe Manuelita por favor, yo sé que extrañas mucho a Pehuajó, un día volverás, mil besos te darán, sonríe Manuelita por favor!!! Qué bien se vive en el Caribe, qué bien se vive en el Caribe..." Al hundirse el barco, nadando y nadando encima de una tabla, Manuelita y los ratoncitos encuentran algo firme que creen que es una isla pero que resulta ser una tortuga gigante de agua. Esta tortuga los lleva a todos a la ciudad más cercana que es París. 
Allí, Manuelita y los ratones se separan y cada uno sigue su camino. Buscando un lugar donde dormir, Manuelita se para a mirar un salón donde justo había un desfile y se pone a jugar a que estaba desfilando como las modelos del desfile cuando la descubre un hombre llamado Fransuá (pronunciación del nombre francés: François, es decir Francisco). Mientras todo esto pasaba, Bartolito, Dopi, Larguirucho  y el abuelo de Manuelita intentan crear un globo aerostático para ir a buscarla pero ninguno le sale bien. Gracias a Fransua y al diseñador de moda Coco Liche (que es la representación de Coco Chanel), quien también había sido el organizador de aquel desfile. Manuelita se convierte en una modelo famosa y su familia se entera cuando en una tienda de belleza, su mamá se está peinando y la ve en la tapa de una revista de modas. Al fin, después de varios intentos fallidos, Larguirucho, Bartolo, Dopie y el abuelo logran construir un globo apto para volar por los aires.
Dopie y Larguirucho se suben al globo mientras que Bartolo y el abuelo buscan una brújula, se cortan las sogas y ellos, arriba del globo, se van a buscar a Manuelita. Manuelita todos los meses le da dinero a Fransuá para que se lo envíe a sus padres en Pehuajó pero el siempre se lo queda y le miente a Manuelita diciéndole que sí se lo envió. Luego de varios días de viaje, Larguirucho y Dopie llegan a París sin saber que Manuelita se encuentra allí y comienzan a buscar un cuarto donde pasar la noche y alquilaron uno que resultaba ser El dormitorio en Arlés (un cuadro pintado por Vincent van Gogh). Mientras están en las calles de París buscando a Manuelita, Larguirucho y Dopie se encuentra con varios famosos que les preguntan si vieron a Manuelita, encuentran a la estatua de El pensador, y a Carlos Gardel. 
Mientras tanto, Manuelita descubre que Fransuá le ha mentido y la ha estafado y por lo tanto renuncia a su carrera de modelo y como junto a ellos estaba Coco Liche, este se desmaya y Fransuá, intentando llevarse todo el dinero de Manuelita, muere cayendo desde el balcón. 
Manuelita, al día siguiente, se va de la agencia ya que había renunciado a la carrera y, perdida en la inmensa ciudad de París, comienza a deambular y, para su suerte y la de todos, escuchó una música que venía desde debajo del puente donde ella estaba caminando y escucha a una pajarita (que es la representación de Édith Piaf) cantando la canción de Manuelita y así encuentra a Larguirucho y Dopie tocando el bandoneón debajo de un puente.
Cuando al fin vuelven a Pehuajó, Manuelita se reencuentra con su familia quienes le dicen que ahora Bartolito es el maestro de la escuela, ella va a la escuela y encuentra a Bartolito dibujando dos corazones, uno sobre otro y ella, para darle una sorpresa, dibuja una flecha que atraviesa ambos corazones simbolizando los corazones de ellos dos y luego de hacer esto Manuelita y Bartolito se abrazan.
La siguiente escena se trata del casamiento de Manuelita con Bartolito. En la boda se encuentran, además de todo Pehuajó, varios de los dibujitos más importantes creados por el director de la película (como por ejemplo Anteojito, Oaky, Hijitus y Trapito) y al final de la boda, Manuelita y Bartolito viajan en un globo aerostático a su luna de miel.
En las canciones se destaca la voz de la soprano Florencia Ciarlo.

## Intérpretes de doblaje
Voces de los personajes:
- Rosario Sánchez Almada como Manuelita
- Pelusa Suero como Larguirucho/Coco Liche/Carlos Gardel
- Cecilia Gispert como Bartolito
- Norma Esteban como Mamá Tortuga
- Ariel Abadi como Papá Tortugo (Matías)
- Néstor D'Alessandro como Abuelo Tortugo (no acreditado)
- Enrique Conlazo como El Patriarca de los Pájaros
- Susana Sisto como Carey

Thierry Pons, Liliana Mamone, Horacio Yervé, José Luis Perticari y Alicia Iacovello proveen las voces adicionales para otros personajes.

## Recepción crítica y comercial
La película recibió un total de 6.6 millones de dólares en la taquilla, siendo vista por más de 2 millones de espectadores y manteniéndose como una de las películas más vistas del cine argentino. También fue la película más vista del cine argentino hasta la llegada de El secreto de sus ojos. El film recibió críticas de positivas a mixtas, ya que no impresionaba tanto a nivel técnico pero sí a artístico para algunas personas debido a la trama "muy infantil". En 2006, García Ferré hizo esta declaración:
"Constantemente se está buscando innovar, pero la solución no está en la tecnología. Muchos se olvidan de que el contenido del libro es el mayor atractivo (...) Los aspectos técnicos no tienen importancia, el espectador no se percata de ellos. Una película gusta o no gusta. El espectador no se fija si una escena fue filmada con una cámara al hombro, o sobre un trípode."
El éxito de la película alentó a García Ferré a realizar una nueva película, cuyo estreno se daría el año siguiente, Corazón, las alegrías de Pantriste.
El VHS y DVD fue lanzado en los años 2000, distribuido por Gativideo S.A.